# 長谷寺 (福島県伊達市)
長谷寺（ちょうこくじ）は、福島県伊達市保原町にある真言宗豊山派の寺院。

## 歴史
創建年代は不明である。1381年（永徳元年）、定善により中興された。
「中本寺常法談林所」の格式を持ち、陸奥国伊達郡（現・福島県伊達市及び福島市の一部）の本寺であった。
当寺の山門は、白河藩の代官所「保原陣屋」の門を移築したものである。老朽化したため、1986年（昭和61年）に修築している。
境内には熊坂適山の画碑がある。適山は当地で生まれ、松前藩が一時梁川藩に転封されたときに、画家で家老でもある蠣崎波響に弟子入りし、松前に復帰した際に御用絵師として松前藩士になった人物である。

## 文化財
- 長谷寺山門（伊達市指定文化財）[3]
- 熊坂適山・蘭齋合作画碑 梅竹画碑（伊達市指定文化財）[3]

## 交通アクセス
- 保原駅より徒歩10分。